# 12e étape du Tour de France 1996
Pour un article plus général, voir Tour de France 1996.
La 12e étape du Tour de France 1996 a eu lieu le 12 juillet 1996 entre la ville de Valence et celle du Puy-en-Velay sur une distance de 143,5 km. Elle a été remportée le Suisse Pascal Richard (MG Boys Maglificio-Technogym). Il remporte le sprint d'un petit groupe de quatre coureurs et devance le Danois Jesper Skibby (TVM-Farm Frites) et l'Italien Mirko Gualdi (Polti). Arrivé au sein du peloton avec plus d'un quart d'heure retard, le Danois Bjarne Riis (Deutsche Telekom), conserve le maillot jaune de leader au terme de l'étape du jour.

## Profil et parcours
En Ardèche, l'inédit col de Lachamp (deuxième catégorie) à 1 320 m (commune de Lachamp-Raphaël) est la difficulté principale de l'étape.

## Déroulement

### Points distribués
| Sprint intermédiaire Mariac (km 60.5) | Sprint intermédiaire Mariac (km 60.5) | Sprint intermédiaire Mariac (km 60.5) | Sprint intermédiaire Mariac (km 60.5) | Sprint intermédiaire Mariac (km 60.5) |
| ------------------------------------- | ------------------------------------- | ------------------------------------- | ------------------------------------- | ------------------------------------- |
|                                       | Coureur                               | Pays                                  | Équipe                                | Point(s)                              |
| 1er                                   | Flavio Vanzella                       | Italie                                | MG Boys Maglificio-Technogym          | 6                                     |
| 2e                                    | Laurent Roux                          | France                                | TVM-Farm Frites                       | 4                                     |
| 3e                                    | Jesper Skibby                         | Danemark                              | TVM-Farm Frites                       | 2                                     |
| modifier                              |                                       |                                       |                                       |                                       |

| Sprint intermédiaire Le Monastier-sur-Gazeille (km 124) | Sprint intermédiaire Le Monastier-sur-Gazeille (km 124) | Sprint intermédiaire Le Monastier-sur-Gazeille (km 124) | Sprint intermédiaire Le Monastier-sur-Gazeille (km 124) | Sprint intermédiaire Le Monastier-sur-Gazeille (km 124) |
| ------------------------------------------------------- | ------------------------------------------------------- | ------------------------------------------------------- | ------------------------------------------------------- | ------------------------------------------------------- |
|                                                         | Coureur                                                 | Pays                                                    | Équipe                                                  | Point(s)                                                |
| 1er                                                     | Flavio Vanzella                                         | Italie                                                  | MG Boys Maglificio-Technogym                            | 6                                                       |
| 2e                                                      | Laurent Roux                                            | France                                                  | TVM-Farm Frites                                         | 4                                                       |
| 3e                                                      | Jesper Skibby                                           | Danemark                                                | TVM-Farm Frites                                         | 2                                                       |
| modifier                                                |                                                         |                                                         |                                                         |                                                         |

| Arrivée d'étape Le Puy-en-Velay (km 143.5) | Arrivée d'étape Le Puy-en-Velay (km 143.5) | Arrivée d'étape Le Puy-en-Velay (km 143.5) | Arrivée d'étape Le Puy-en-Velay (km 143.5) | Arrivée d'étape Le Puy-en-Velay (km 143.5) |
| ------------------------------------------ | ------------------------------------------ | ------------------------------------------ | ------------------------------------------ | ------------------------------------------ |
|                                            | Coureur                                    | Pays                                       | Équipe                                     | Point(s)                                   |
| 1er                                        | Pascal Richard                             | Suisse                                     | MG Boys Maglificio-Technogym               | 20                                         |
| 2e                                         | Jesper Skibby                              | Danemark                                   | TVM-Farm Frites                            | 17                                         |
| 3e                                         | Mirko Gualdi                               | Italie                                     | Polti                                      | 15                                         |
| 4e                                         | Danny Nelissen                             | Pays-Bas                                   | Rabobank                                   | 13                                         |
| 5e                                         | Félix García Casas                         | Espagne                                    | Festina-Lotus                              | 12                                         |
| 6e                                         | Flavio Vanzella                            | Italie                                     | MG Boys Maglificio-Technogym               | 10                                         |
| 7e                                         | Erik Breukink                              | Pays-Bas                                   | Rabobank                                   | 9                                          |
| 8e                                         | Melchor Mauri                              | Espagne                                    | ONCE                                       | 8                                          |
| 9e                                         | Laurent Roux                               | France                                     | TVM-Farm Frites                            | 7                                          |
| 10e                                        | Erik Zabel                                 | Allemagne                                  | Deutsche Telekom                           | 6                                          |
| modifier                                   |                                            |                                            |                                            |                                            |

| Côte du Pin (km 9.5) 3e catégorie | Côte du Pin (km 9.5) 3e catégorie | Côte du Pin (km 9.5) 3e catégorie | Côte du Pin (km 9.5) 3e catégorie | Côte du Pin (km 9.5) 3e catégorie |
| --------------------------------- | --------------------------------- | --------------------------------- | --------------------------------- | --------------------------------- |
|                                   | Coureur                           | Pays                              | Équipe                            | Point(s)                          |
| 1er                               | Laurent Roux                      | France                            | TVM-Farm Frites                   | 10                                |
| 2e                                | Pascal Richard                    | Suisse                            | MG Boys Maglificio-Technogym      | 7                                 |
| 3e                                | Flavio Vanzella                   | Italie                            | MG Boys Maglificio-Technogym      | 5                                 |
| 4e                                | Erik Breukink                     | Pays-Bas                          | Rabobank                          | 3                                 |
| 5e                                | Mirko Gualdi                      | Italie                            | Polti                             | 1                                 |
| modifier                          |                                   |                                   |                                   |                                   |

| Col des Fans (km 20.5) 3e catégorie | Col des Fans (km 20.5) 3e catégorie | Col des Fans (km 20.5) 3e catégorie | Col des Fans (km 20.5) 3e catégorie | Col des Fans (km 20.5) 3e catégorie |
| ----------------------------------- | ----------------------------------- | ----------------------------------- | ----------------------------------- | ----------------------------------- |
|                                     | Coureur                             | Pays                                | Équipe                              | Point(s)                            |
| 1er                                 | Jesper Skibby                       | Danemark                            | TVM-Farm Frites                     | 10                                  |
| 2e                                  | Félix García Casas                  | Espagne                             | Festina-Lotus                       | 7                                   |
| 3e                                  | Erik Breukink                       | Pays-Bas                            | Rabobank                            | 5                                   |
| 4e                                  | Laurent Roux                        | France                              | TVM-Farm Frites                     | 3                                   |
| 5e                                  | Melchor Mauri                       | Espagne                             | ONCE                                | 1                                   |
| modifier                            |                                     |                                     |                                     |                                     |

| Col des Nonières (km 45.5) 3e catégorie | Col des Nonières (km 45.5) 3e catégorie | Col des Nonières (km 45.5) 3e catégorie | Col des Nonières (km 45.5) 3e catégorie | Col des Nonières (km 45.5) 3e catégorie |
| --------------------------------------- | --------------------------------------- | --------------------------------------- | --------------------------------------- | --------------------------------------- |
|                                         | Coureur                                 | Pays                                    | Équipe                                  | Point(s)                                |
| 1er                                     | Félix García Casas                      | Espagne                                 | Festina-Lotus                           | 10                                      |
| 2e                                      | Mirko Gualdi                            | Italie                                  | Polti                                   | 7                                       |
| 3e                                      | Erik Breukink                           | Pays-Bas                                | Rabobank                                | 5                                       |
| 4e                                      | Laurent Roux                            | France                                  | TVM-Farm Frites                         | 3                                       |
| 5e                                      | Jesper Skibby                           | Danemark                                | TVM-Farm Frites                         | 1                                       |
| modifier                                |                                         |                                         |                                         |                                         |

| Col de Lachamp (km 82.5) 2e catégorie | Col de Lachamp (km 82.5) 2e catégorie | Col de Lachamp (km 82.5) 2e catégorie | Col de Lachamp (km 82.5) 2e catégorie | Col de Lachamp (km 82.5) 2e catégorie |
| ------------------------------------- | ------------------------------------- | ------------------------------------- | ------------------------------------- | ------------------------------------- |
|                                       | Coureur                               | Pays                                  | Équipe                                | Point(s)                              |
| 1er                                   | Mirko Gualdi                          | Italie                                | Polti                                 | 20                                    |
| 2e                                    | Laurent Roux                          | France                                | TVM-Farm Frites                       | 15                                    |
| 3e                                    | Félix García Casas                    | Espagne                               | Festina-Lotus                         | 12                                    |
| 4e                                    | Flavio Vanzella                       | Italie                                | MG Boys Maglificio-Technogym          | 10                                    |
| 5e                                    | Erik Breukink                         | Pays-Bas                              | Brescialat-Verynet                    | 8                                     |
| 6e                                    | Melchor Mauri                         | Espagne                               | ONCE                                  | 6                                     |
| 7e                                    | Pascal Richard                        | Suisse                                | MG Boys Maglificio-Technogym          | 4                                     |
| 8e                                    | Danny Nelissen                        | Pays-Bas                              | MG Boys Maglificio-Technogym          | 3                                     |
| 9e                                    | Jesper Skibby                         | Danemark                              | TVM-Farm Frites                       | 2                                     |
| 10e                                   | José Ramón Uriarte                    | Espagne                               | Roslotto-ZG Mobili                    | 1                                     |
| modifier                              |                                       |                                       |                                       |                                       |

| Côte du Béage (km 110) 4e catégorie | Côte du Béage (km 110) 4e catégorie | Côte du Béage (km 110) 4e catégorie | Côte du Béage (km 110) 4e catégorie | Côte du Béage (km 110) 4e catégorie |
| ----------------------------------- | ----------------------------------- | ----------------------------------- | ----------------------------------- | ----------------------------------- |
|                                     | Coureur                             | Pays                                | Équipe                              | Point(s)                            |
| 1er                                 | Pascal Richard                      | Suisse                              | MG Boys Maglificio-Technogym        | 5                                   |
| 2e                                  | Mirko Gualdi                        | Italie                              | Polti                               | 3                                   |
| 3e                                  | Félix García Casas                  | Espagne                             | Festina-Lotus                       | 1                                   |
| modifier                            |                                     |                                     |                                     |                                     |

## Classement de l'étape
| \| Classement de l'étape \| Classement de l'étape \| Classement de l'étape \| Classement de l'étape \| Classement de l'étape \| \| Coureur \| Coureur \| Pays \| Équipe \| Temps \| \| --------------------- \| --------------------- \| --------------------- \| ---------------------------- \| --------------------- \| \| 1er \| Pascal Richard \| Suisse \| MG Boys Maglificio-Technogym \| 5 h 29 min 19 s \| \| 2e \| Jesper Skibby \| Danemark \| TVM-Farm Frites \| + 0 s \| \| 3e \| Mirko Gualdi \| Italie \| Polti \| + 0 s \| \| 4e \| Danny Nelissen \| Pays-Bas \| Rabobank \| + 0 s \| \| 5e \| Félix García Casas \| Espagne \| Festina-Lotus \| + 3 s \| \| 6e \| Flavio Vanzella \| Italie \| Motorola \| + 3 s \| \| 7e \| Erik Breukink \| Pays-Bas \| Rabobank \| + 3 s \| \| 8e \| Melchor Mauri \| Espagne \| ONCE \| + 3 s \| \| 9e \| Laurent Roux \| France \| TVM-Farm Frites \| + 12 s \| \| 10e \| Erik Zabel \| Allemagne \| Deutsche Telekom \| + 15 min 14 s \| |                    |           |                              |                 |
| |                    |           |                              |                 |
| |                    |           |                              |                 |
| Classement de l'étape |                    |           |                              |                 |
| Coureur | Coureur            | Pays      | Équipe                       | Temps           |
| 1er | Pascal Richard     | Suisse    | MG Boys Maglificio-Technogym | 5 h 29 min 19 s |
| 2e | Jesper Skibby      | Danemark  | TVM-Farm Frites              | + 0 s           |
| 3e | Mirko Gualdi       | Italie    | Polti                        | + 0 s           |
| 4e | Danny Nelissen     | Pays-Bas  | Rabobank                     | + 0 s           |
| 5e | Félix García Casas | Espagne   | Festina-Lotus                | + 3 s           |
| 6e | Flavio Vanzella    | Italie    | Motorola                     | + 3 s           |
| 7e | Erik Breukink      | Pays-Bas  | Rabobank                     | + 3 s           |
| 8e | Melchor Mauri      | Espagne   | ONCE                         | + 3 s           |
| 9e | Laurent Roux       | France    | TVM-Farm Frites              | + 12 s          |
| 10e | Erik Zabel         | Allemagne | Deutsche Telekom             | + 15 min 14 s   |

## Classement général
| \| Classement général \| Classement général \| Classement général \| Classement général \| Classement général \| \| Coureur \| Coureur \| Pays \| Équipe \| Temps \| \| ------------------ \| ------------------ \| ------------------ \| ------------------ \| ------------------ \| \| 1er \| Bjarne Riis \| Danemark \| Deutsche Telekom \| 53 h 11 min 26 s \| \| 2e \| Evgueni Berzin \| Russie \| Gewiss-Playbus \| + 40 s \| \| 3e \| Tony Rominger \| Suisse \| Mapei-GB \| + 53 s \| \| 4e \| Abraham Olano \| Espagne \| Mapei-GB \| + 56 s \| \| 5e \| Jan Ullrich \| Allemagne \| Deutsche Telekom \| + 1 min 38 s \| \| 6e \| Peter Luttenberger \| Autriche \| Carrera Jeans \| + 2 min 38 s \| \| 7e \| Richard Virenque \| France \| Festina-Lotus \| + 3 min 39 s \| \| 8e \| Miguel Indurain \| Espagne \| Banesto \| + 4 min 38 s \| \| 9e \| Fernando Escartín \| Espagne \| Kelme-Artiach \| + 4 min 49 s \| \| 10e \| Laurent Dufaux \| Suisse \| Festina-Lotus \| + 5 min 03 s \| |                    |           |                  |                  |
| |                    |           |                  |                  |
| |                    |           |                  |                  |
| Classement général |                    |           |                  |                  |
| Coureur | Coureur            | Pays      | Équipe           | Temps            |
| 1er | Bjarne Riis        | Danemark  | Deutsche Telekom | 53 h 11 min 26 s |
| 2e | Evgueni Berzin     | Russie    | Gewiss-Playbus   | + 40 s           |
| 3e | Tony Rominger      | Suisse    | Mapei-GB         | + 53 s           |
| 4e | Abraham Olano      | Espagne   | Mapei-GB         | + 56 s           |
| 5e | Jan Ullrich        | Allemagne | Deutsche Telekom | + 1 min 38 s     |
| 6e | Peter Luttenberger | Autriche  | Carrera Jeans    | + 2 min 38 s     |
| 7e | Richard Virenque   | France    | Festina-Lotus    | + 3 min 39 s     |
| 8e | Miguel Indurain    | Espagne   | Banesto          | + 4 min 38 s     |
| 9e | Fernando Escartín  | Espagne   | Kelme-Artiach    | + 4 min 49 s     |
| 10e | Laurent Dufaux     | Suisse    | Festina-Lotus    | + 5 min 03 s     |

## Classements annexes
| Classement par points | Classement par points    | Classement par points | Classement par points        | Classement par points |
| Coureur               | Coureur                  | Pays                  | Équipe                       | Points                |
| --------------------- | ------------------------ | --------------------- | ---------------------------- | --------------------- |
| 1er                   | Erik Zabel               | Allemagne             | Deutsche Telekom             | 220 pts               |
| 2e                    | Frédéric Moncassin       | France                | Gan                          | 185 pts               |
| 3e                    | Fabio Baldato            | Italie                | MG Boys Maglificio-Technogym | 154 pts               |
| 4e                    | Jeroen Blijlevens        | Pays-Bas              | TVM-Farm Frites              | 121 pts               |
| 5e                    | Djamolidine Abdoujaparov | Ouzbekistan           | Refin-Mobilvetta             | 87 pts                |

| Classement par points | Classement par points    | Classement par points | Classement par points        | Classement par points |
| Coureur               | Coureur                  | Pays                  | Équipe                       | Points                |
| --------------------- | ------------------------ | --------------------- | ---------------------------- | --------------------- |
| 1er                   | Erik Zabel               | Allemagne             | Deutsche Telekom             | 220 pts               |
| 2e                    | Frédéric Moncassin       | France                | Gan                          | 185 pts               |
| 3e                    | Fabio Baldato            | Italie                | MG Boys Maglificio-Technogym | 154 pts               |
| 4e                    | Jeroen Blijlevens        | Pays-Bas              | TVM-Farm Frites              | 121 pts               |
| 5e                    | Djamolidine Abdoujaparov | Ouzbekistan           | Refin-Mobilvetta             | 87 pts                |

| Classement de la montagne | Classement de la montagne | Classement de la montagne | Classement de la montagne | Classement de la montagne |
| Coureur                   | Coureur                   | Pays                      | Équipe                    | Points                    |
| ------------------------- | ------------------------- | ------------------------- | ------------------------- | ------------------------- |
| 1er                       | Richard Virenque          | France                    | Festina-Lotus             | 196 pts                   |
| 2e                        | Bjarne Riis               | Danemark                  | Deutsche Telekom          | 115 pts                   |
| 3e                        | Tony Rominger             | Suisse                    | Mapei-GB                  | 107 pts                   |
| 4e                        | Luc Leblanc               | France                    | Polti                     | 95 pts                    |
| 5e                        | Laurent Brochard          | France                    | Festina-Lotus             | 94 pts                    |

| Classement de la montagne | Classement de la montagne | Classement de la montagne | Classement de la montagne | Classement de la montagne |
| Coureur                   | Coureur                   | Pays                      | Équipe                    | Points                    |
| ------------------------- | ------------------------- | ------------------------- | ------------------------- | ------------------------- |
| 1er                       | Richard Virenque          | France                    | Festina-Lotus             | 196 pts                   |
| 2e                        | Bjarne Riis               | Danemark                  | Deutsche Telekom          | 115 pts                   |
| 3e                        | Tony Rominger             | Suisse                    | Mapei-GB                  | 107 pts                   |
| 4e                        | Luc Leblanc               | France                    | Polti                     | 95 pts                    |
| 5e                        | Laurent Brochard          | France                    | Festina-Lotus             | 94 pts                    |

| Classement du meilleur jeune | Classement du meilleur jeune | Classement du meilleur jeune | Classement du meilleur jeune | Classement du meilleur jeune |
| Coureur                      | Coureur                      | Pays                         | Équipe                       | Temps                        |
| ---------------------------- | ---------------------------- | ---------------------------- | ---------------------------- | ---------------------------- |
| 1er                          | Jan Ullrich                  | Allemagne                    | Deutsche Telekom             | 53 h 13 min 04 s             |
| 2e                           | Peter Luttenberger           | Autriche                     | Carrera Jeans                | + 1 min 00 s                 |
| 3e                           | Manuel Fernández Ginés       | Espagne                      | Mapei-GB                     | + 6 min 36 s                 |
| 4e                           | Leonardo Piepoli             | Italie                       | Refin-Mobilvetta             | + 8 min 26 s                 |
| 5e                           | Michael Boogerd              | Pays-Bas                     | Rabobank                     | + 18 min 36 s                |

| Classement du meilleur jeune | Classement du meilleur jeune | Classement du meilleur jeune | Classement du meilleur jeune | Classement du meilleur jeune |
| Coureur                      | Coureur                      | Pays                         | Équipe                       | Temps                        |
| ---------------------------- | ---------------------------- | ---------------------------- | ---------------------------- | ---------------------------- |
| 1er                          | Jan Ullrich                  | Allemagne                    | Deutsche Telekom             | 53 h 13 min 04 s             |
| 2e                           | Peter Luttenberger           | Autriche                     | Carrera Jeans                | + 1 min 00 s                 |
| 3e                           | Manuel Fernández Ginés       | Espagne                      | Mapei-GB                     | + 6 min 36 s                 |
| 4e                           | Leonardo Piepoli             | Italie                       | Refin-Mobilvetta             | + 8 min 26 s                 |
| 5e                           | Michael Boogerd              | Pays-Bas                     | Rabobank                     | + 18 min 36 s                |

| Classement par équipes | Classement par équipes | Classement par équipes | Classement par équipes |
| Équipe                 | Équipe                 | Pays                   | Temps                  |
| ---------------------- | ---------------------- | ---------------------- | ---------------------- |
| 1re                    | Rabobank               | Pays-Bas               | 170 h 54 min 55 s      |
| 2e                     | Mapei-GB               | Italie                 | + 2 min 13 s           |
| 3e                     | Deutsche Telekom       | Allemagne              | + 2 min 26 s           |
| 4e                     | Festina-Lotus          | France                 | + 13 min 55 s          |
| 5e                     | ONCE                   | Espagne                | + 21 min 55 s          |

| Classement par équipes | Classement par équipes | Classement par équipes | Classement par équipes |
| Équipe                 | Équipe                 | Pays                   | Temps                  |
| ---------------------- | ---------------------- | ---------------------- | ---------------------- |
| 1re                    | Rabobank               | Pays-Bas               | 170 h 54 min 55 s      |
| 2e                     | Mapei-GB               | Italie                 | + 2 min 13 s           |
| 3e                     | Deutsche Telekom       | Allemagne              | + 2 min 26 s           |
| 4e                     | Festina-Lotus          | France                 | + 13 min 55 s          |
| 5e                     | ONCE                   | Espagne                | + 21 min 55 s          |